# Conques-en-Rouergue
Conques-en-Rouergue község Franciaország Okcitánia régiójában, Aveyron megyében. Új községként 2016. január 1-jén jött létre négy korábbi község: Conques, Grand-Vabre, Noailhac és Saint-Cyprien-sur-Dourdou egyesítésével. Az egyesüléskor az új község lélekszáma 1747 fő lett. Lakosainak száma 1555 fő (2022. január 1.).

## Népesség
| Lakosok száma | 1671 | 1673 | 1643 | 1615 | 1586 | 1573 | 1555 |
|               | 2016 | 2017 | 2018 | 2019 | 2020 | 2021 | 2022 |